# Liparetrus glabripennis
Liparetrus glabripennis är en skalbaggsart som beskrevs av Macleay 1886. Liparetrus glabripennis ingår i släktet Liparetrus och familjen Melolonthidae. Inga underarter finns listade i Catalogue of Life.